# Мирненська сільська рада (Біляївський район)
Ми́рненська сільська́ ра́да — колишня адміністративно-територіальна одиниця та орган місцевого самоврядування в Біляївському районі Одеської області. Адміністративний центр — село Мирне.

## Загальні відомості
Мирненська сільська рада утворена в 1967 (та 1981) році.
- Територія ради: 48,458 км²
- Населення ради: 3 174 особи (станом на 2001 рік)
- Територією ради протікає річка Барабой

## Населені пункти
Сільській раді підпорядковані населені пункти:
- с. Мирне
- с. Широка Балка

## Населення
Згідно з переписом 1989 року населення сільської ради становило 3250 осіб, з яких 1517 чоловіків та 1733 жінки.
За переписом населення 2001 року в сільській раді мешкала 3161 особа.

### Мова
Розподіл населення за рідною мовою за даними перепису 2001 року:
| Мова       | Відсоток |
| ---------- | -------- |
| українська | 91,52 %  |
| російська  | 6,84 %   |
| молдовська | 1,04 %   |
| вірменська | 0,13 %   |
| польська   | 0,09 %   |
| болгарська | 0,06 %   |
| білоруська | 0,03 %   |
| гагаузька  | 0,03 %   |
| грецька    | 0,03 %   |

## Склад ради
Рада складається з 26 депутатів та голови.
- Голова ради: Схабіцький Володимир Віталійович
- Секретар ради: Макаренко Олена Іванівна

### Керівний склад попередніх скликань
| Прізвище, ім'я, по батькові      | Основні відомості                                                         | Дата обрання | Дата звільнення |
| -------------------------------- | ------------------------------------------------------------------------- | ------------ | --------------- |
| Котович Олексій Георгійович      | Сільський голова, 1951 року народження, освіта вища, член Партії регіонів | 26.03.2006   | 31.10.2010      |
| Котович Олексій Георгійович      | Сільський голова, 1951 року народження, освіта вища, член Партії регіонів | 31.10.2010   | 27.05.2012      |
| Схабіцький Володимир Віталійович | Сільський голова, 1964 року народження, освіта вища, безпартійний         | 27.05.2012   |                 |

Примітка: таблиця складена за даними сайту Верховної Ради України

### Депутати
За результатами місцевих виборів 2010 року депутатами ради стали:

#### За суб'єктами висування
| Суб'єкт висування           | Кількість обраних депутатів | %    |
| --------------------------- | --------------------------- | ---- |
| Партія регіонів             | 15                          | 57,7 |
| Народна партія              | 5                           | 19,2 |
| Самовисування               | 5                           | 19,2 |
| Комуністична партія України | 1                           | 3,8  |

#### За округами
| № округу                    | Прізвище, ім'я, по батькові      | Дата визнання обраним | Освіта             | Партійна приналежність | Відомості про обраного депутата                                                 |
| --------------------------- | -------------------------------- | --------------------- | ------------------ | ---------------------- | ------------------------------------------------------------------------------- |
| Комуністична партія України |                                  |                       |                    |                        |                                                                                 |
| 15                          | Сливка Віра Миколаївна           | 01.11.2010            | вища               | позапартійна           | пенсіонер                                                                       |
| Народна Партія              |                                  |                       |                    |                        |                                                                                 |
| 1                           | Воронін Володимир Іванович       | 15.11.2010            | вища               | член Народної партії   | пенсіонер                                                                       |
| 9                           | Схабіцька Світлана Миколаївна    | 01.11.2010            | вища               | член Народної партії   | дошкільний навчальний заклад, ясла-сад «Сонечко», вихователь                    |
| 11                          | Близнак Олена Володимирівна      | 01.11.2010            | середня            | член Народної партії   | поштове відділення, начальник відділу зв'язку                                   |
| 12                          | Халанчук Павло Миколайович       | 01.11.2010            | вища               | член Народної партії   | Одеські магістралі електоромереж, інженер                                       |
| 25                          | Івасюк Олена Володимирівна       | 01.11.2010            | середня            | член Народної партії   | дитячий садок, завідувачка                                                      |
| Партія регіонів             |                                  |                       |                    |                        |                                                                                 |
| 2                           | Ковтун Сергій Іванович           | 01.11.2010            | вища               | позапартійний          | Мирненська сільська рада, землевпорядник                                        |
| 3                           | Катюжинська Галина Іванівна      | 01.11.2010            | вища               | позапартійна           | Мирненська сільська рада, секретар                                              |
| 4                           | Фурсова Тетяна Володимирівна     | 01.11.2010            | середня            | член Партії регіонів   | Мирненська сільська рада, спеціаліст по захисту прав споживачів                 |
| 5                           | Макаренко Олена Іванівна         | 01.11.2010            | середня спеціальна | позапартійна           | Мирненська амбулаторія загальної практики — сімейної медицини, старша медсестра |
| 6                           | Нікітенко Віктор Васильович      | 01.11.2010            | середня            | позапартійний          | приватний підприємець                                                           |
| 13                          | Романишина Галина Анатоліївна    | 01.11.2010            | середня            | позапартійна           | тимчасово не працює                                                             |
| 16                          | Кравець Григорій Олександрович   | 01.11.2010            | середня            | позапартійний          | приватний підприємець                                                           |
| 17                          | Бєдна Юлія Юлісіївна             | 01.11.2010            | середня            | позапартійна           | територіальний центр м. Біляїка, соціальний працівник                           |
| 19                          | Кобко Олена Михайлівна           | 01.11.2010            | середня            | член Партії регіонів   | приватний підприємець                                                           |
| 20                          | Шеткова Олена Анатоліївна        | 01.11.2010            | вища               | позапартійна           | Широкобалківська загальноосвітня школа, директор                                |
| 21                          | Згирін Олексій Петрович          | 01.11.2010            | вища               | член Партії регіонів   | селянське господарство «Виноградна Лоза», директор                              |
| 22                          | Манько Микола Олександрович      | 01.11.2010            | середня            | позапартійний          | «Трансавтосервіс», м. Біляївка, водій                                           |
| 23                          | Терещенко Віктор Олексійович     | 01.11.2010            | вища               | позапартійний          | Майорівська загальноосвітня школа, директор                                     |
| 24                          | Коломієць Людмила Миколаївна     | 01.11.2010            | середня            | позапартійна           | с. Широка Балка, староста села                                                  |
| 26                          | Бучнєва Світлана Дмитрівна       | 01.11.2010            | середня            | позапартійна           | приватний підприємець                                                           |
| Самовисування               |                                  |                       |                    |                        |                                                                                 |
| 7                           | Комов Микола Іванович            | 15.11.2010            | вища               | позапартійний          | м. Одеса, охоронець                                                             |
| 8                           | Возна Зінаїда Миколаївна         | 01.11.2010            | вища               | позапартійна           | Мирненська загальноосвітня школа, вчитель                                       |
| 10                          | Писаренко Валентин Костянтинович | 01.11.2010            | середня            | позапартійний          | пенсіонер                                                                       |
| 14                          | Таран Андрій Юрійович            | 01.11.2010            | вища               | позапартійний          | м. Теплодар, начальник управління ветмедицини                                   |
| 18                          | Фурсенко Ольга Василівна         | 01.11.2010            | середня            | позапартійна           | тимчасово не працює                                                             |